# Пам'ятник Суворову (Тирасполь)
Пам'ятник Суворову — пам'ятник російському військовику Олександру Васильовичу Суворову встановлений у 1979 року в Тирасполі на площі Суворова (колишня площа Конституції). Пам'ятник є одним з символів Тирасполя та Придністров'я.

## Історія

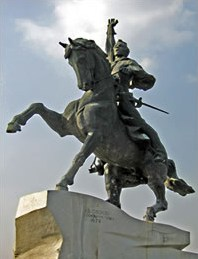
Кінний пам'ятник Суворову

Кінний пам'ятник Суворову у столиці Придністров'я, Тирасполі, вважається одним з найкращих пам'ятників полководцеві на території колишнього СРСР.
Пам'ятник встановлений в 1979. Скульптори Володимир та Валентин Артамонові, архітектори Я. Дружинін та Ю. Чистяков.
Розташований на невеликому узвишші на площі Суворова — головній площі придністровської столиці. Монумент нагороджений золотою медаллю імені скульптора Євгенія Вучетича.
Пам'ятник зроблений із бронзи й висота його становить 9 метрів.
О. В. Суворов вважається засновником Тирасполя, оскільки саме за його вказівкою для зміцнення нових кордонів імперії в 1792 на лівому березі Дністра в рамках організації Дністровської лінії була закладена фортеця Серединна; при землянній фортеці Серединній було засновано місто Тирасполь (статус міста з 1795).
2013 року планується відреставрувати зовнішнє покриття пам'ятника, яке постраждало після очистки від пилу та іншого забруднення. А кілька років тому проводився капітальний ремонт п'єдесталу, на якому були виявлені тріщини.

## Пам'ятник в символіці, банкнотах та поштових марках

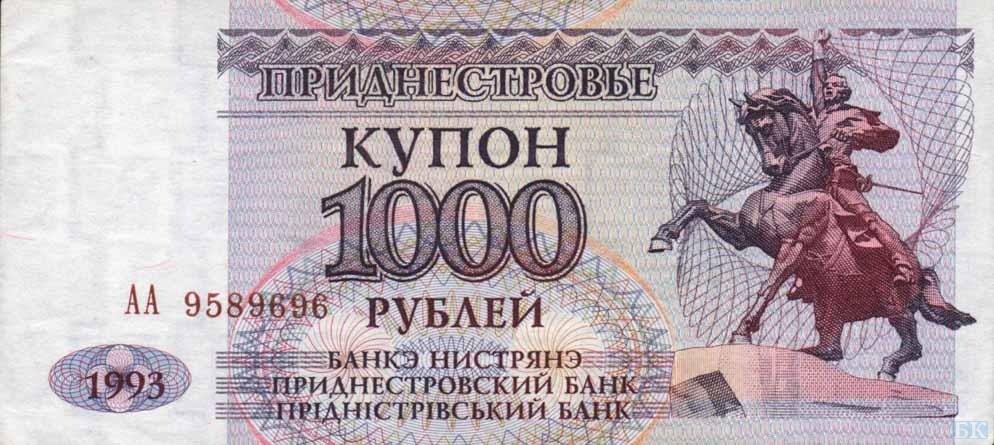
Пам'ятник Суворову в Тирасполі на банкноті 1000 придністровських рублів 1993 року випуску

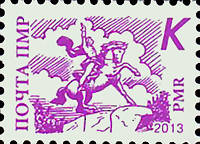
Поштова марка ПМР — пам'ятник Суворову (2013)

Пам'ятник А. В. Суворову є одним з відомих символів міста Тирасполя та всього Придністров'я.
Пам'ятник зображений на перших банкнотах Придністровської Молдавської Республіки номіналом 50, 100, 200, 500, 1000 рублів 1993 випуску, 5000 рублів 995 випуску, 500000 рублів 1997 випуску.
1997 року на поштовій марці ПМР був зображений пам'ятник А. В. Суворову з літерним номіналом «А» і «Б».
2013 року була випущена нова поштова марка Придністров'я «пам'ятник Суворову в Тирасполі» з літерними номіналами «А» і «У». Тираж марок «А» — 208 000 примірників та «У» — 39 000 примірників.